# Allotopus moellenkampi
Allotopus moellenkampi es una especie de coleóptero de la familia Lucanidae.

## Distribución geográfica
Habita en Sumatra, Tanintharyi, Tailandia, Borneo y Malasia.

## Sistemática
Basónimo
- Prosopocoelus moellenkampi Fruhstorfer, 1894

Sinonimia
- Allotopus moseri Möllenkamp, 1906[3]

Taxones infraespecíficos
- Allotopus moellenkampi fruhstorferi Nagel, 1925
- Allotopus moellenkampi babai Mizunuma, 1994